# گورستان یهودیان، ورشو
گورستان یهودیان ورشو (انگلیسی: Jewish Cemetery, Warsaw) یکی از بزرگ‌ترین گورستان‌های یهودیان در اروپا و دنیا است. این گورستان در خیابان اوکوپوا (Okopowa)ورشو و در مجاورت گورستان پوونسکوفسکی که متعلق به مسیحیان است، واقع شده است. مساحت این گورستان که در سال ۱۸۰۶ تأسیس شد بالغ بر ۳۳ هکتار (۸۳ جریب فرنگی) است. گورستان بیش از ۲۵۰٫۰۰۰ سنگ قبر، و هم چنین گور دسته جمعی قربانیان گتوی ورشو را دربر گرفته است. اگر چه این گورستان در طی جنگ جهانی دوم تعطیل شد ولی بعد از پایان جنگ دوباره باز شد و بخش کوچکی از آن فعال باقی مانده است تا به جمعیت یهودیان ورشو، خدمات ارائه دهد.